# Confusion Is Sex
Confusion Is Sex è il primo album del gruppo alternative/noise rock statunitense Sonic Youth, pubblicato nel 1983 dalla Neutral Records, dopo l'esordio con l'EP Sonic Youth del 1982.
In questo album troviamo alla batteria Jim Sclavunos, sostituto di Richard Edson, a parte le tracce I Wanna Be Your Dog e Making the Nature Scene, nelle quali troviamo Bob Bert. L'album venne pensato come singolo, ma nel frattempo furono scritti altri pezzi e il gruppo prese la decisione di registrare tutto il nuovo materiale. Confusion is Sex fu pubblicato nell'aprile del 1983, subito dopo il primo tour dei Sonic Youth (il Savage Blunder Tour con gli Swans) del novembre e dicembre del 1982. Anche questo disco segue la linea musicale noise del precedente, con canzoni difficilmente assimilabili e il "rumorismo" tipico del suono Sonic Youth che inizia a prendere forma. L'album venne registrato su un multitraccia 8 piste da Wharton Tiers (produttore con il quale il gruppo lavorerà a lungo), eccetto Lee Is Free che fu registrata nella casa di Lee Ranaldo su di un semplice registratore a cassette.
Circa un anno dopo la sua pubblicazione da parte della Neutral Records, l'album venne pubblicato in Germania dalla casa discografica Zensor, dopo che il gruppo suonò dal vivo molte date in Europa nel 1983. Le loro esibizioni dal vivo ospitavano molto materiale da questo album, ad eccezione di Protect Me You che fu suonata raramente, Freezer Burn e Lee Is Free che non vennero mai suonate dal vivo, oltre a pezzi del primo EP e nuove composizioni che andranno a comporre l'EP successivo Kill Yr Idols. L'album fu ristampato la prima volta dalla SST Records nel 1987, sempre in versione vinile 12", ma furono rese disponibili anche le versioni CD e musicassetta per la prima volta. Nel 1995 l'album venne nuovamente ristampato, questa volta dalla DGC, con l'aggiunta di 4 tracce estratte da Kill Yr Idols.

## Tracce

### Versione originale
1. (She's in a) Bad Mood - 5:36
2. Protect Me You - 5:28
3. Freezer Burn / I Wanna Be Your Dog (The Stooges) - 3:39
4. Shaking Hell - 4:06
5. Inhuman - 4:06
6. The World Looks Red - 2:43
7. Confusion Is Next - 3:28
8. Making the Nature Scene - 3:01
9. Lee Is Free (strumentale) - 3:37

### Ristampa del 1995
1. (She's in a) Bad Mood - 5:36
2. Protect Me You - 5:28
3. Freezer Burn / I Wanna Be Your Dog (The Stooges) - 3:39
4. Shaking Hell - 4:06
5. Inhuman - 4:06
6. The World Looks Red - 2:43
7. Confusion Is Next - 3:28
8. Making the Nature Scene - 3:01
9. Lee Is Free (strumentale) - 3:37
10. Kill Yr Idols - 2:51
11. Brother James - 3:17
12. Early American - 6:07
13. Shaking Hell (live) - 3:15

## Formazione
- Thurston Moore - voce, chitarra
- Lee Ranaldo - chitarra, voce
- Kim Gordon - basso, voce
- Jim Sclavunos - batteria
- Bob Bert - batteria nelle tracce 2 e 8